# Amir Feratovič
Amir Feratovič, slovenski nogometaš, * 8. junij 2002, Ljubljana.
Feratovič je profesionalni nogometaš, ki igra na položaju branilca. Od leta 2025 je član slovenskega kluba Aluminij. Pred tem je igral za slovenski klub Tabor Sežana, portugalska Estrelo Amadora in Benfico B ter turški Adana Demirspor. Bil je tudi član slovenske reprezentance do 16, 17, 18, 19 in 21 let.